# Holzhausen (Korbach)
Koordinaten: 51° 16′ 31″ N, 8° 54′ 33″ O
Holzhausen ist eine Wüstung in der Gemarkung von Korbach im nordhessischen Landkreis Waldeck-Frankenberg.

## Lage
Sie liegt am westlichen Rand des „Streitholz“ genannten Waldgebiets auf 375 m Höhe über NHN in einem Feld zwischen zwei Quellarmen der „Rhetwalme“, eines kleinen, südlich von Strothe in die Werbe mündenden Bach. Der nördliche Quellbach weitet sich unweit östlich der Wüstung zu einem etwa 70 m langen und bis zu 10 m breiten Amphibienteich, und an dessen Nordende steht die Holzhäuser Hütte, eine Schutzhütte für Wanderer. Etwa 750 m westlich der Wüstung verläuft die Korbach östlich umgehende Bundesstraße 251 und rund 450 m nördlich die Kreisstraße K 15 von Korbach nach Strothe. Der Flurname „In der Holzhause“ erinnert an die aufgegebene Siedlung.

## Geschichte
Holzhausen ist ein so häufig vorkommender Ortsname, dass ohne nähere Lagebestimmung im Einzelfall nicht eindeutig zu entscheiden ist, auf welches Holzhausen sich historische Nennungen beziehen. Frühe Nennungen bis etwa 1200 mögen sich daher auch auf die Wüstungen Holzhausen (Stormbruch) (östlich von Stormbruch) oder Holzhausen (Twiste) (südöstlich von Twiste) beziehen.
Anfang des 12. Jahrhunderts war ein „predium“ (Landgut) in Holzhausen Teil der Gründungsausstattung des 1101 in Boke gegründeten und 1104 nach Flechtdorf verlegten Klosters Flechtdorf. 1120 bestätigte der Kölner Erzbischof Friedrich I. dem Kloster Flechtdorf den Besitz von einer Hufe in „Holeitehus“. Erzbischof Adolf I. bestätigte diesen Besitz in „Holthusen“ 1194 ein weiteres Mal. Da in der gleichen Urkunde ein weiterer Ort dieses Namens („Holthusen unum Vorwerk“) im Besitz von Flechtdorf genannt wird, ist einer der beiden mit großer Sicherheit auf Holzhausen bei Twiste zu beziehen, der andere auf den hier behandelten Ort.
Wann der Ort aufgegeben wurde, ist nicht bekannt. Die Bewohner zogen vermutlich nach Korbach.